# Ruth Heinrichsdorff
Ruth Heinrichsdorff (auch Ruth Blatt, geboren als Ruth Koplowitz 1906 in Königshütte, Deutsches Kaiserreich; gestorben 2001 in Australien) war eine deutsche Widerstandskämpferin gegen den Nationalsozialismus.

## Leben
Ruth Koplowitz war eine Tochter des Holzhändlers Heinrich Koplowitz, ein Bruder war der Germanist Oskar Seidlin (1911–1984). Dora Fabian war eine Cousine. Sie besuchte die Schule in Königshütte und ab 1919 in Beuthen und studierte Germanistik, Geschichte und Philosophie an den Universitäten Freiburg im Breisgau, München, Leipzig und Frankfurt am Main. Sie wurde 1931 mit einer Dissertation über Friedrich Hölderlin promoviert. Koplowitz engagierte sich in linken Studentengruppen. Sie traf 1930 in der Roten Studentengruppe Frankfurt auf den Germanistikstudenten Paul Heinrichsdorff (* 29. April 1907 in Berlin), mit dem sie ab 1932 verheiratet war. Beide engagierten sich in der Sozialistischen Arbeiterpartei Deutschlands (SAP). Nach der Machtübergabe an die Nationalsozialisten 1933 halfen sie dem SAP-Funktionär Paul Wassermann bei der Flucht aus Deutschland. Im Mai 1933 gelang auch ihnen die Emigration nach England, wo Paul Heinrichsdorff eine Beschäftigung als unbezahlter Lektor am University College in Southampton fand. Da Heinrich Koplowitz seine Tochter finanziell unterstützte (von der 1922 polnisch gewordenen Heimatstadt Königshütte / Królewska Huta aus), konnte diese sich um die ehrenamtliche Unterstützung von Flüchtlingen aus Deutschland kümmern und sich an der Londoner Neugründung eines SAP-Ablegers beteiligen. Ruth Heinrichsdorff tippte auf ihrer Schreibmaschine das SAP-Bulletin The OTHER Germany, dessen erste Nummer vom zeitweiligen Londoner SAP-Leiter Eugen Brehm im April 1934 herausgegeben wurde, die nächsten Nummern verantwortete sie. 
Die Heinrichsdorffs versuchten eine internationale Kampagne zur Unterstützung der in Deutschland verhafteten SAP-Mitglieder Edith Baumann, Max Köhler, Klaus Zweiling in Gang zu setzen und Walter Fabian und Dora Fabian finanziell zu helfen. Ruth und Paul Heinrichsdorff trennten sich im September 1934, und Paul Heinrichsdorff kehrte Ende 1934 nach Berlin zurück, um in einer jüdischen Schule als Lehrer zu arbeiten und seine Auswanderung nach Palästina vorzubereiten. Sie ging nach Paris, um in der Nähe der SAP-Parteiführung zu arbeiten.
Ostern 1935 unternahm Ruth Heinrichsdorff eine konspirative Fahrt von Paris nach Basel, von dort nach Prag und dann zu ihren Eltern nach Königshütte. Die Fahrt sollte dann über Berlin nach London fortgesetzt werden, sie wurde allerdings an der deutsch-polnischen Grenze bei Beuthen von der Gestapo erwartet, da ihre Pläne von einem Spitzel in Paris verraten worden waren. Der Prozess wegen Hochverrats begann am 31. März 1936 vor dem Volksgerichtshof in Berlin. Paul wurde zu 18 Monaten Gefängnis verurteilt, die er im Gerichtsgefängnis Kantstraße in Charlottenburg, Ruth zu fünf Jahren Zuchthaus, die sie, zeitweise in Einzelhaft, im Frauenzuchthaus Jauer in Schlesien verbüßte. 
Sie überstand die Haft, und es gelang ihr 1940 die Ausreise nach Schanghai, wo sie auch noch die Zeit der japanischen Okkupation aushalten musste. Sie heiratete den Widerstandskämpfer Max Blatt (1905–1981), der in der Gruppe Neu Beginnen aktiv gewesen war. Nach Kriegsende gingen sie nach Australien, wo sie als Lehrerin für moderne Sprachen Arbeit fand. 
1985 nahm die Studentin Anna Funder bei ihr Deutschunterricht und wurde zu einem Buch über Ernst Toller und Dora Fabians und Mathilde Wurms Tod in London im Jahr 1935 inspiriert. Im Jahr 1996 lebte Ruth Blatt als Neunzigjährige in Caulfield North, Glen Eira City im Großraum Melbourne, und gab der britischen Exilforscherin Charmian Brinson Auskunft. Sie starb im Jahr 2001. Im Jahr 2011 erschien Funders Roman All That I Am, den sie Ruth Blatt, geborene Koplowitz, widmete. Der Roman erhielt 2012 den australischen Miles Franklin Award und erschien 2014 in deutscher Übersetzung. 

## Dissertation
- Ruth Koplowitz: Hölderlin als Briefschreiber. Augsburg, 1932 Frankfurt, Phil. Diss., 1931